# Kantaten (Telemann)
Georg Philipp Telemanns Kantaten stellen zahlenmäßig einen großen Teil seiner Kompositionen dar. Neben etwa 1.750 Kirchenkantaten schrieb Telemann auch Kammerkantaten sowie Kantaten im so genannten „theatralischen Stil“.

## Kantatenwerk
Telemanns Kantaten deckten zu seiner Zeit einen Großteil des Bedarfs der deutschen Kantoren. Sie wurden erwiesenermaßen in sehr vielen, auch kleineren Kirchen aufgeführt und sind in zahlreichen Bibliotheken erhalten. Nur ein Teil der Kantaten liegt im Druck vor.
Oft vertonte Telemann Texte von Erdmann Neumeister. Weitere Dichter, deren Texte Telemann seinen Kantaten zugrunde legte, sind Johann Friedrich Helbig, Hermann Ulrich von Lingen, Salomo Franck, Benjamin Neukirch, Michael Richey, Gottfried Simonis und andere, darunter solche, die mit der Deutschübenden Gesellschaft in Verbindung standen. Abgesehen von den Gebrauchskantaten für unmittelbar kirchliche Zwecke komponierte Telemann häufig Kantaten, die Humor oder Naturbeschreibungen zum Inhalt haben.
Um den Anforderungen der sehr zahlreichen kleineren Kirchen sowie den Lehrzwecken für den Hausgebrauch gerecht zu werden, veröffentlichte Telemann auch Kantatensammlungen mit schlichteren Werken, wie Der harmonische Gottesdienst (1726) und das evangelisch-musikalische Liederbuch (1730).

### Jahrgangskonzeption von Telemanns geistlichen Kantaten
Viele seiner geistlichen Kantaten komponierte Telemann gleich jahrgangsweise, da er beim Ausscheiden bei früheren Dienstherren wie dem Eisenacher Hof oder der Stadt Frankfurt die vertragliche Verpflichtung übernommen hatte, jeweils noch einige Kantatenjahrgänge abzuliefern. Telemann war es ein Anliegen, den Jahrgängen eine gewisse Geschlossenheit zu geben, indem er in der Regel Texte eines einzigen Dichters für einen Jahrgang verwendete, und die Kantaten oft auch durch gemeinsame musikalische Stilmerkmale miteinander verknüpfte. Die Jahrgänge sind oft durch sprechende Namen charakterisiert, die meist nicht von Telemann selbst, aber von seinen Zeitgenossen stammen.
Einige bis jetzt identifizierte Kantatenjahrgänge mit ihren Erstaufführungsdaten:
- Geistliches Singen und Spielen, Text von Erdmann Neumeister, Eisenach 1710/1711, Frankfurt 1717/18, auch Zweitvertonungen
- Französischer Jahrgang, Text von Erdmann Neumeister, Eisenach und Frankfurt 1714/1715
- Italienischer Jahrgang (= 1. Concertenjahrgang), Text von Erdmann Neumeister, Eisenach und Frankfurt 1716/1717, ab Trinitatis Frankfurt 1720
- Simonis’ Neues Lied (= 2. Concertenjahrgang), Text von Gottfried Simonis als Ergänzung zur ersten Hälfte des Italienischen Jahrgangs, ab Trinitatis Frankfurt 1717, vollständig Frankfurt 1720/1721
- Sicilianischer Jahrgang, Text von Johann Friedrich Helbig, Eisenach 1718/1719, Hamburg 1722/1723, Frankfurt 1726/27
- Erster Lingenscher Jahrgang, Text von Hermann Ulrich von Lingen, Eisenach 1722/1723
- Brandenburg-Jahrgang, Text von Michael Christoph Brandenburg, 1723/1724 (Fragment)
- Jahrgang ohne Rezitativ, Text von Benjamin Neukirch, 1724/1725
- Harmonisches Lob Gottes, Text von Johann Friedrich Helbig, 1726/1727
- Emblematischer Jahrgang, Text von Johann Friedrich Armand von Uffenbach, 1728 (Fragment)
- Zweiter Lingenscher Jahrgang, Text von Hermann Ulrich von Lingen, 1728/1729
- Oratorischer Jahrgang / Zellischer Jahrgang, Text von Albrecht Jakob Zell, 1730/1731
- Ruhe nach geschehener Arbeit, Text von Tobias Heinrich Schubart, 1731/1732
- Stolbergischer Jahrgang / Behrndt-Jahrgang, Text von Gottfried Behrndt, 1736/1737
- Horn-Jahrgang, Text evtl. von Johann Arnold Ebert, Joachim Johann Daniel Zimmermann und anderen, 1739/1740
- Musicalisches Lob Gottes in der Gemeine des Herrn, Text von Erdmann Neumeister, 1742/1743
- Lied-Jahrgang / Lieder-Andachten-Jahrgang, Text von Erdmann Neumeister, 1743/1744
- Engel-Jahrgang, Text von Daniel Stoppe, Hamburg 1747/1748

Jahrgänge von Solo-Kantaten für kleinere Kirchen oder Privathaushalte, die Telemann in gedruckter Form publizierte:
- Harmonischer Gottes-Dienst, Text von Matthäus Arnold Wilckens, Michael Richey und anderen, 1725/1726
- Geistliche Arien, Arien-Auszug basierend auf Harmonisches Lob Gottes, Text von Johann Friedrich Helbig, Druckjahrgang 1727
- Fortsetzung des Harmonischen Gottes-Dienstes, Arien-Auszug basierend auf Ruhe nach geschehener Arbeit, Text von Tobias Heinrich Schubart, Druckjahrgang 1731/1732

## Einige bekannte Kantaten

### Weltlich
- Der Schulmeister (TVWV 20:57): Diese lange Zeit Telemann zugeschriebene Kantate stammt in Wirklichkeit von Christoph Ludwig Fehre. Diese Kantate („Ihr Jungen, sperrt die Ohren auf“) handelt von der Singestunde eines ungeschickten, aber von sich selbst überzeugten Kantors mit seinen Schülern. Es ist eine humoristische Kantate vom „theatralischen Typ“, bei der eine szenische Aufführung denkbar ist. Sie liegt nur in einer instrumentalen Bearbeitung von Christoph Ernst Friedrich Weyse vor, bei der vermutlich weitere Instrumentalstimmen (Hörner, Oboen usw.) hinzugefügt wurden. Fritz Stein fertigte eine Rekonstruktion des Originals an, bei der Kantor und Knabenchor von zwei Violinen und Generalbass begleitet werden.
- „Kanarienvogel-Kantate“ (TVWV 20:37): Der richtige Titel dieses Stücks für Singstimme, zwei Melodieinstrumente (z. B. Violinen), Viola und Generalbass lautet: Cantate oder Trauer-Music eines kunsterfahrenen Canarienvogels, als derselbe zum größten Leidwesen seines Herrn Possessoris verstorben. (Allen Liebhabern der edlen Music publizieret. Anno 1737, dem 16ten Oktobris in Hamburg) Die Kantate ist nicht als vordergründig ironisch, sondern als durchaus ernsthaft zu verstehen („O weh, mein Canarin ist tot“).
- Ino (TVWV 20:41): Kantate aus dem Jahr 1765 für Sopran, 2 Flöten, 2 Hörner, Streichorchester und Generalbaß, deren Dramatik und Ausdrucksstärke oft mit Glucks Musiktragödien verglichen wird; besonders die begleiteten Rezitative sind in dieser Hinsicht herausgearbeitet. Der Text („Wohin, wo soll ich hin“) stammt von Karl Wilhelm Ramler.
- Der Melancholicus (TVWV 20:44): „Bin ich denn so gar verlassen“; geschrieben für hohe Stimme, Violine etc.
- Der Weiberorden (TVWV 20:49): „Du angenehmer Weiberorden“; geschrieben für Sopran, 2 Violinen etc.
- Die Landlust (TVWV 20:33): Kantate Nr. 5 („In euch, ihr grünen Auen“) aus der Sammlung Sechs Cantaten nach verschiedenen Dichtungen, Hamburg, ca. 1735/39. Geschrieben für hohe Stimme, Flöte etc.
- In einem Tal, umringt von hohen Eichen (TVWV 20:22): Kantate Nr. 6 aus der Sammlung „Sechs Cantaten nach verschiedenen Dichtungen“, Hamburg, 1731. Geschrieben für mittlere Stimme, Blockflöte, 2 Violinen, Viola etc.
- Süße Hoffnung, wenn ich frage (TVWV 20:70): Kantate für hohe Stimme, 2 Fagotte, 2 Violinen, Viola etc.

### Geistlich
- Adventskantaten Machet die Tore weit (1719, TWV 1:1074), Saget der Tochter Zion (1722, TVWV 1:1235), Hosianna dem Sohne David (1744, TVWV 1:809) und Saget den verzagten Herzen (1726, TVWV 1:1233)
- Weihnachtskantaten Kündlich groß ist das gottselige Geheimnis (1742, TVWV 1:1020), Siehe! Ich verkündige euch große Freude (1761, TVWV 1:1334) und Der Herr hat offenbaret (1762, TVWV 1:262)
- Weihnachts- und Neujahrskantate Auf Zion! Und laß in geheiligten Hallen (1761, TVWV 1:109)